# トレンティーノ＝アルト・アディジェ州

トレンティーノ＝アルト・アディジェ自治州
Regione Autonoma Trentino-Alto Adige
Autonome Region Trentino-Südtirol
Region Autonóma Trentin-Südtirol

トレンティーノ＝アルト・アディジェ自治州/南ティロル自治州（トレンティーノ＝アルト・アディジェじちしゅう/みなみティロルじちしゅう、イタリア語: Trentino Alto Adige/Südtirol）は、イタリア共和国の北東部に位置する州。州都はトレント。
イタリアに5つある特別自治州のひとつ。歴史的にティロル（南ティロル）と呼ばれた地域の一部で、長らく神聖ローマ帝国の支配下にあり、第一次世界大戦まではオーストリア＝ハンガリー帝国の領土であった。このため、ドイツ語を母語とするドイツ系（バイエルン系、アレマン系の一部）の住民が多く、ボルツァーノ自治県ではイタリア語に加えてドイツ語も公用語となっている。また、一部の自治体ではレト・ロマンス語群のラディン語も公用語に位置付けられている。

## 名称
県名は、トレントを中心とする地域名「トレンティーノ」（トレント自治県）と、アディジェ川上流を意味する地域名「アルト・アディジェ」（ボルツァーノ自治県）を結んだ名称となっており、州所属の2つの県に対応する。ボルツァーノ自治県の領域はドイツ語で「南ティロル」（ドイツ語: Südtirol）とも呼ばれ、両者が併記されている。
- イタリア語: Regione Autonoma Trentino-Alto Adige
- ドイツ語: Autonome Region Trentino-Südtirol
- ラディン語: Region Autonoma Trentin-Südtirol

## 地理

### 位置・広がり

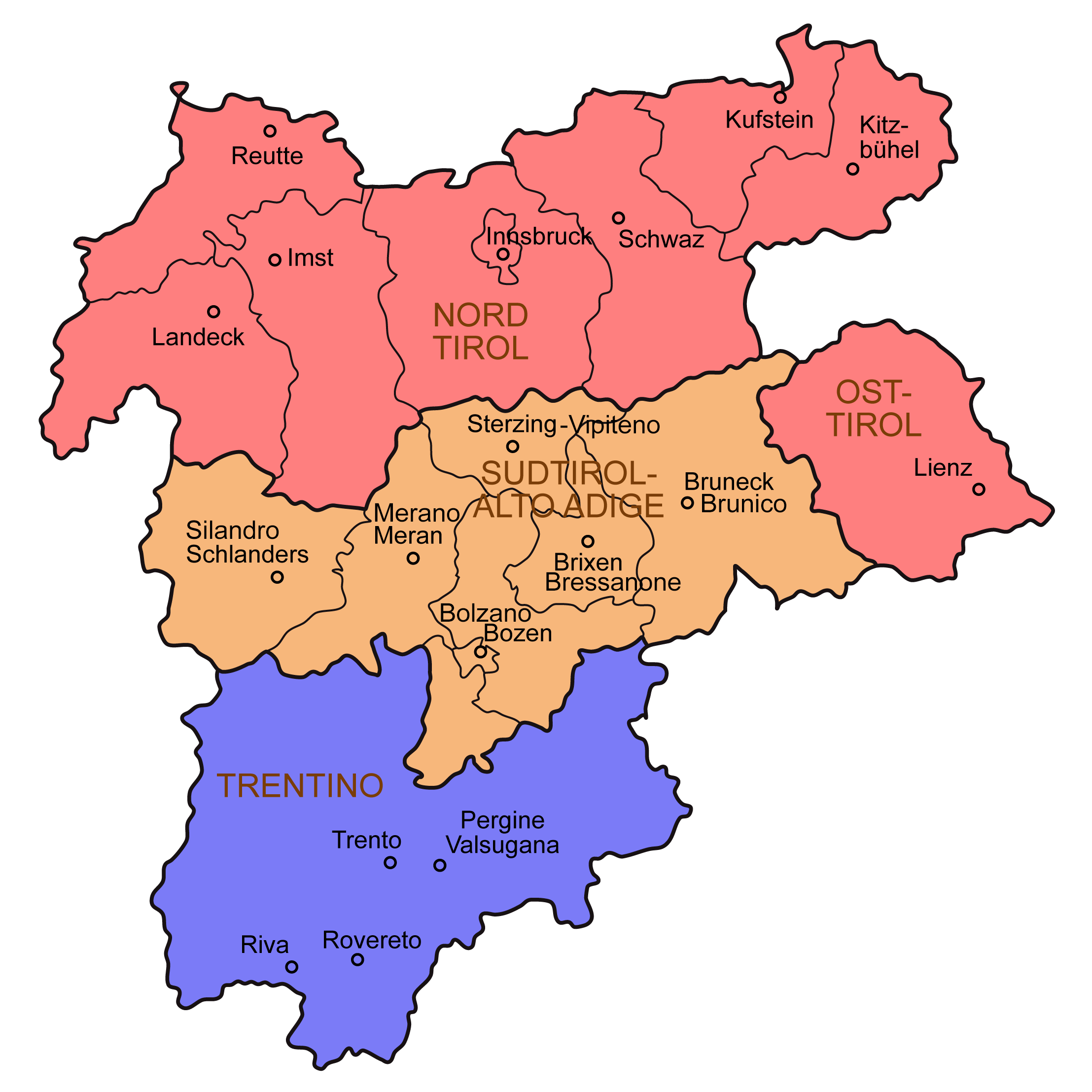
ティロル地方。赤はオーストリアのティロル州

トレンティーノ＝アルト・アディジェ州

イタリア共和国北東部の州で、イタリア最北端を有する州である。州域の北でオーストリアと長い国境を接し、北西でスイスに隣接する。州都トレントは、ヴェネツィアから北西へ118km、インスブルックから南南西へ136km、ミラノから東北東へ164km、首都ローマから西北西へ478kmの距離にある。
隣接する州は以下の通り。
- ティロル州 （オーストリア） - 北
- ザルツブルク州 （オーストリア） - 北東
- ヴェネト州 - 南東
- ロンバルディア州 - 南西
- グラウビュンデン州 （スイス） - 北西

オーストリアとの国境の大部分はティロル州との境界（北ティロルおよび州の飛び地となっている東ティロル）であり、ザルツブルク州との接点はわずかである。
トレンティーノ＝アルト・アディジェ州は、歴史的にティロル地方と呼ばれた地域の一部である。州北部のボルツァーノ自治県の領域は「南ティロル」（Südtirol）、州南部のトレント自治県の領域（トレンティーノ）は「外国のティロル」（Welschtirol）と称された。なお「ティロル地方」はティロル伯領であったことから来ているが、ティロル伯の拠点ティロル城があったティロル（イタリア語: ティローロ）はボルツァーノ自治県に所在する。

### 主要な都市
人口2万人以上のコムーネは以下の通り。人口は2011年1月1日現在。
- トレント （トレント県） - 116,298人
- ボルツァーノ （ボルツァーノ県） - 104,029人
- メラーノ （ボルツァーノ県） - 38,229人
- ロヴェレート （トレント県） - 38,167人
- ブレッサノーネ （ボルツァーノ県） - 20,689人
- ペルジーネ・ヴァルスガーナ （トレント県） - 20,582人

- トレント
- ボルツァーノ
- メラーノ
- ロヴェレート

## 歴史

### 古代
古代、州の領域にはラエティア人が居住していた。紀元前15年、ローマ帝国のティベリウスと大ドルススはこの地を平定して帝国の版図に加え、ラエティア属州を置いた。

### 中世

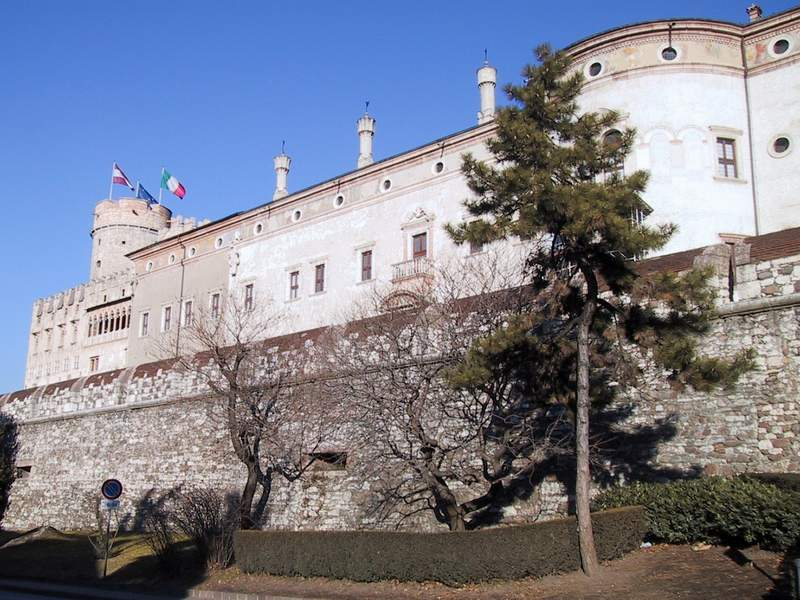
トリエント司教の居城であった Buonconsiglio 城

西ローマ帝国の崩壊後の民族移動時代、ゲルマン人の諸部族がこの地に侵入して割拠した。ランゴバルド人のトリデントゥム公国 (Duchy of Tridentum) （現在のトレント周辺）、アラマンニ人のヴィンシュガウ (Vinschgau) （トレント自治県西部のヴァル・ベノスタ）、そして残りの地域を手中に収めたバイエルン人である。
カール大帝のもとでイタリア王国が形成されたのち、ブリクセン（ボルツァーノ）より北はバイエルン人の部族大公（バイエルン公国）が受け継ぎ、南はヴェローナ侯国 (March of Verona) に含まれた。
1027年、神聖ローマ皇帝コンラート2世は、トリエント（トレント）とブリクセン（ボルツァーノ）の司教を帝国諸侯とし、広汎な世俗の領主権を認めた。これにより、両司教領はバイエルン公国から切り離された。その後、メラン（メラーノ）近郊ティロル（ティローロ）の城主で両司教の臣下であったティロル伯が台頭して司教領内に勢力を広げ、ティロル伯領 (County of Tyrol) を形成した（その領域が、ティロル地方という広域名称の起こりとなっている）。1363年、ティロル女伯マルガレーテは、ハプスブルク家のオーストリア公ルドルフ4世にティロル伯領を譲渡することを余儀なくされた。
中世初期、サロルノ以北の地域はドイツ化された。フライジングのアルベオ (Arbeo of Freising) （723年 - 784年）やオスヴァルト・フォン・ヴォルケンシュタイン (Oswald von Wolkenstein) （1376年 - 1445年）といった中世の著名なドイツ語詩人も、ティロル伯領南部地域に生まれ育っている。

### 近代

#### ナポレオン戦争
1803年のリュネヴィルの和約によって両司教は世俗の領主権を否定され、両司教領はティロル伯の称号を有するハプスブルク家（オーストリア）に与えられた。1805年にアウステルリッツの戦いでオーストリア帝国が敗北すると、同年のプレスブルクの和約によってバイエルン王国（ナポレオンの同盟国であった）に与えられた。しかし1809年、新しい支配者に対してティロルの人々は、アンドレアス・ホーファーの指揮のもとで反乱を引き起こす。反乱は同年のうちに鎮圧されたが、アンドレアス・ホーファーはティロルの英雄とみなされている。
1810年のパリ条約により、州の領域はオーストリア帝国とナポレオンのイタリア王国によって分割される。フランスによる統治下、この地域は歴史的なティロルとのつながりを避けるために「アディジェ川上流」を意味する Haut Adige という公式名称で呼ばれた。1815年にナポレオンが没落すると、この領域はオーストリアの手に戻った。

#### 近代のオーストリアによる統治と第一次世界大戦
オーストリアは、オーストリア帝冠領に属する「ティロル伯領」（首府: インスブルック）の一部としてこの地域を支配した。現在のボルツァーノ自治県の領域は、北ティロル（Nordtirol）と区別するために南ティロル (Südtirol) あるいは Deutschsüdtirol と呼ばれた。また、現在のトレント自治県を南ティロル (Südtirol) と呼び、ボルツァーノ自治県を中ティロル (Mitteltirol) とも呼ぶことも行われていた。トレント自治県の領域は、Welschtirol (Tirolo italiano) や Welschsüdtirol  (Tirolo meridionale italiano) と呼ばれた。南ティロル (Südtirol) という語は、現在のトレンティーノ＝アルト・アディジェ州域全体を指す語としても用いられた。
1861年、イタリア統一を果たして成立したイタリア王国であったが、その領域外に「イタリア人」が暮らす地域（未回収のイタリア）があったことから、これらをイタリア王国に編入しようとする民族統一主義（イレデンティズム）が生み出されることとなった。南ティロル・トレンティーノもその目標の一つであった。
イタリア王国は1882年にオーストリアおよびドイツと三国同盟と結んでいたが、オーストリアとの間には「未回収のイタリア」問題から摩擦があり、1914年の第一次世界大戦勃発に際してイタリアは中立の姿勢を示した。1915年、イギリスとの密約（ロンドン条約）により南ティロル・トレンティーノの引き渡しが約束されると、イタリアはオーストリアに対して宣戦を布告した。イタリア戦線（アルプス戦線）では、アルプス・ドロミティの山岳地帯で激しい戦闘が展開された。1918年10月、ヴィットリオ・ヴェネトの戦いに伴うオーストリア軍の敗走によって、イタリア軍はトレントを占領した。戦後の1919年に結ばれたサン＝ジェルマン条約により、イタリア王国がティロルの南部にあたる現在のトレンティーノ＝アルト・アディジェ州の領域を併合することが正式に認められた。

#### イタリア王国による統治と第二次世界大戦
1919年からのイタリア王国支配下、この地域をかつての「ティロル」の名称で呼ぶことは禁止され、「ヴェネツィア・トリデンティナ」(Venezia Tridentina) と呼ばれることになった。この用語は古代ローマ帝国の第10州ウェネティア・エト・ヒストリア (it:Regio X Venetia et Histria) に由来するもので、この地域をイタリアが支配することを正当化しようとするものである（ヴェネツィア・ジュリア#名称も参照）。
1922年にベニート・ムッソリーニのファシスト党が政権を握ると、この地域のドイツ系住民はイタリア化政策を強制された。1938年、ヒトラーとムッソリーニは、ドイツ語を母語とする住民をドイツ領土に移住させるかイタリア国内で同化させるかすることで合意する (South Tyrol Option Agreement) 。第二次世界大戦の勃発によって完全な再配置は妨げられたが、この時にドイツに移住した数千人の人々は、終戦後に父祖の地に戻るために多大な苦労を払うこととなった。
1943年、イタリア王国政府が連合国との休戦協定に署名すると、この地域はドイツ軍に占領されてアルペンフォーラント作戦地域 (de:Operationszone Alpenvorland) として編成され、大管区指導者フランツ・ホーファーの管理下に置かれた。この地域は（ベッルーノ県域とともに）事実上ドイツに併合された。1945年のナチスドイツの敗北により、イタリア王国による支配が回復される。

### 第二次世界大戦後

#### グルーバー＝デ・ガスペリ協定
1946年、イタリアのアルチーデ・デ・ガスペリ首相とオーストリアのカール・グルーバー外相の間でグルーバー＝デ・ガスペリ協定 (Gruber–De Gasperi Agreement) が結ばれた（なお、デ・ガスペリは現在のトレント自治県出身、グルーバーはインスブルック出身であった）。この協定はイタリア共和国の憲法が制定された1947年に発効した。協定ではこの地域に相当の自治を認めること、ドイツ語とイタリア語を共に公用語とすること、ドイツ語教育を保障することが盛り込まれていた。1947年から1974年まで、この地域は Trentino-Alto Adige/Tiroler Etschland と呼ばれた。
しかしながら、実施された政策は、当地のドイツ語系住民もオーストリア政府も満足するものとはならなかった。問題は二国間の摩擦となり、1960年には国際連合で取り上げられた。1961年には新しい交渉が始まったが、民衆の不満や、南チロル解放委員会 (South Tyrolean Liberation Committee) をはじめとする急進的な自治主義者・分離主義者の爆弾テロやサボタージュなどもあり、不成功に終わった。

#### 自治の拡大
1971年、オーストリアとイタリアの間の新たな条約が調印・批准された。南チロルをめぐる紛争についてはハーグの国際司法裁判所に仲裁を求めること、南チロルはイタリア国内において大幅な自治を認められること、オーストリアは南チロルの内政に干渉しないことを規定したものであった。新しい条約は当事者の多くを満足させ、分離独立問題による緊張を終息に向かわせた。1995年、オーストリアが欧州連合 (EU) に加盟することによって、国境を越えた協力関係はより盛んになった。
2006年5月、イタリアの終身上院議員フランチェスコ・コッシガ（元大統領）は、この地域のイタリア国内への残留・完全な独立・オーストリアへの編入のいずれかを決める住民投票を可能にする法案を提出した。しかしながら、分離主義者も含むすべての党派は、民族間の緊張を復活させるものとしてこれを否決した。

## 行政区画

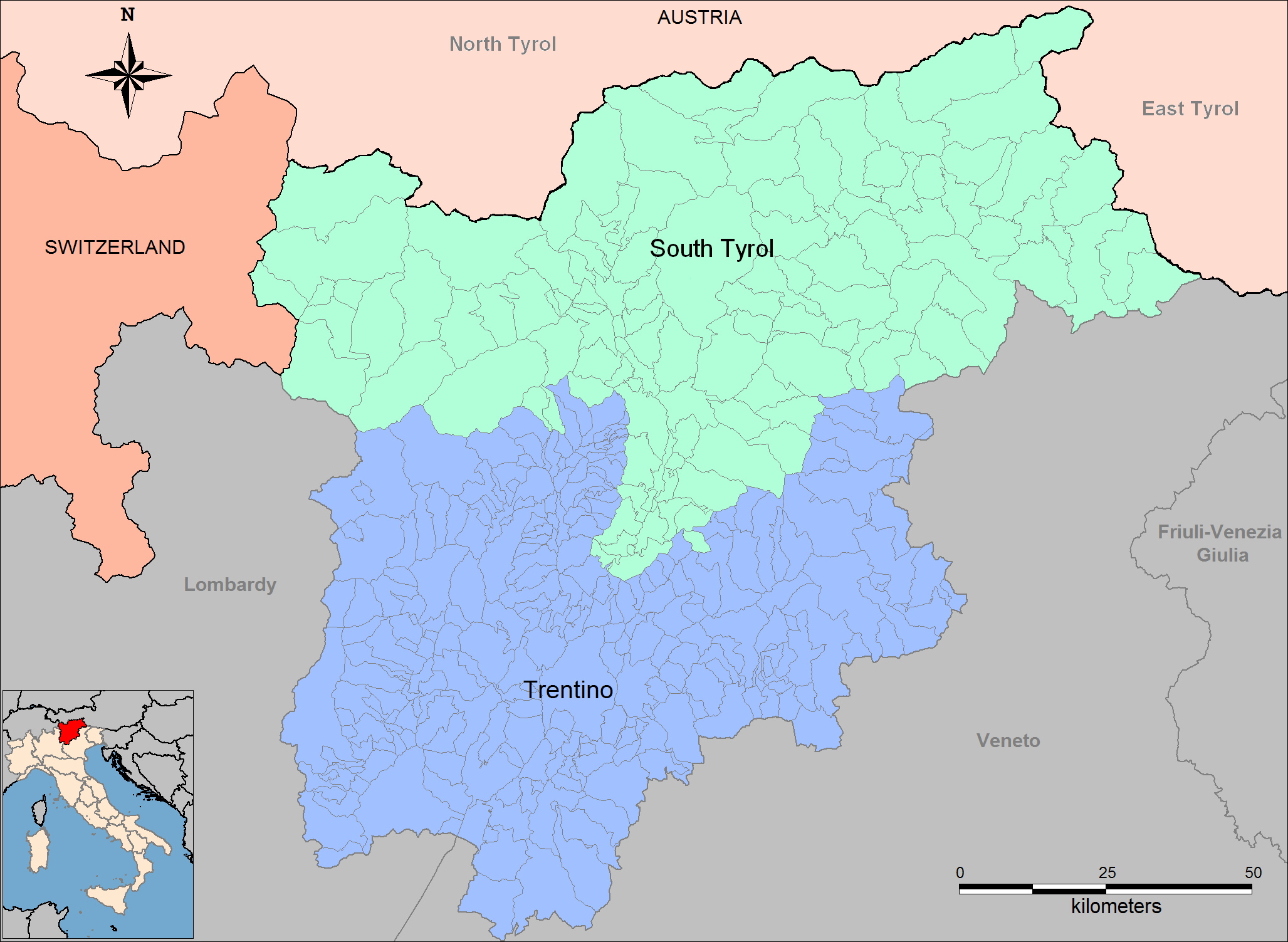
トレンティーノ＝アルト・アディジェ州と各県

トレンティーノ＝アルト・アディジェ州は、以下の2県からなる。
左端の数字はISTATコード、アルファベット2文字は県名略記号を示す。人口は2011年1月1日現在。面積の単位はkm²。
|     |    | 県名               | 綴り    | 県都         | 面積  | 人口    |
| --- | -- | ------------------ | ------- | ------------ | ----- | ------- |
| 021 | BZ | ボルツァーノ自治県 | Bolzano | ボルツァーノ | 7,400 | 507,657 |
| 022 | TN | トレント自治県     | Trento  | トレント     | 6,212 | 477,017 |

## 文化

### 言語

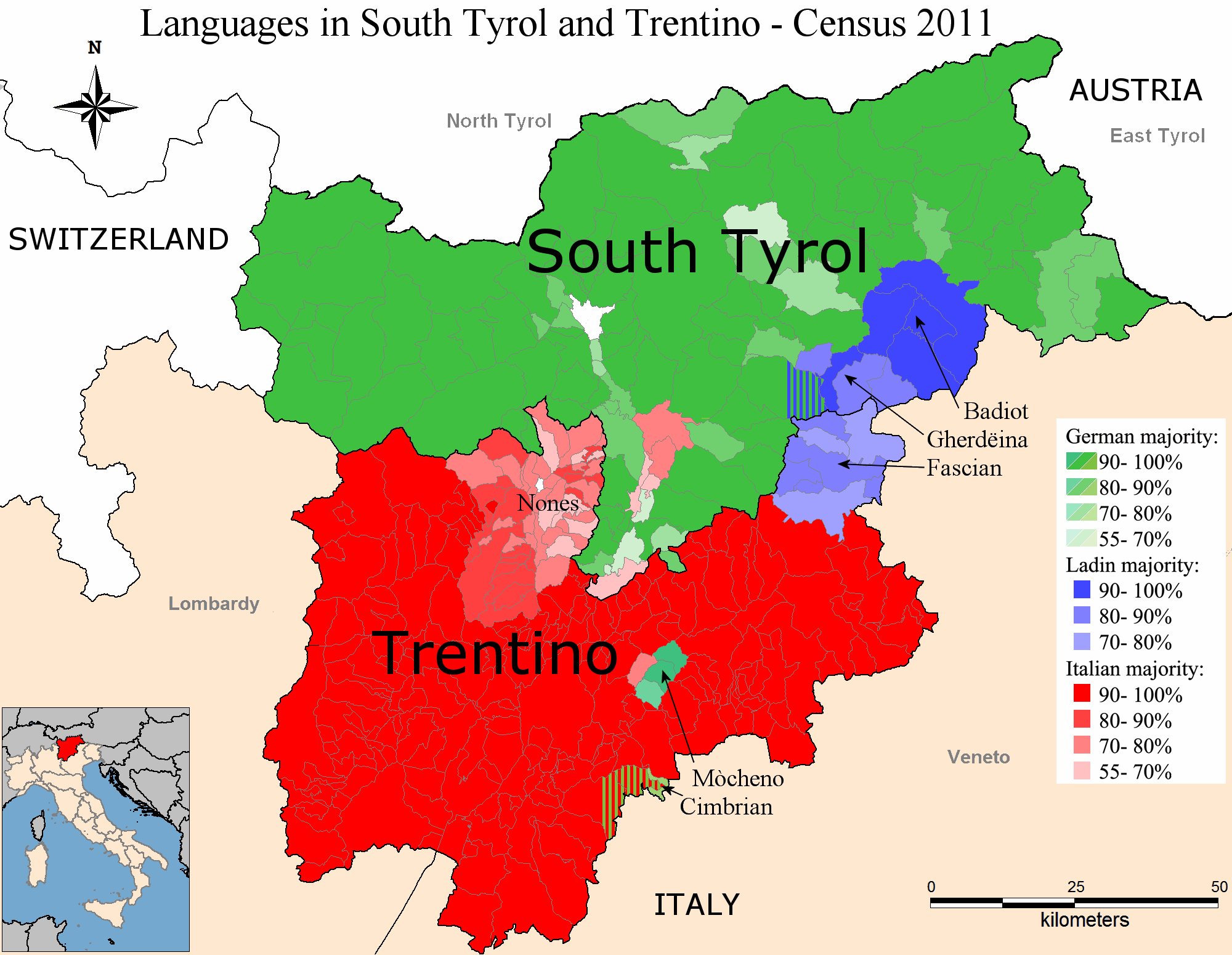
トレンティーノ＝アルト・アディジェ州の言語状況。コムーネの多数派言語で色分けされ、その比率で濃淡が付けられている。
ドイツ語（モケーニ語・チンブロ語を含む）
ラディン語
イタリア語

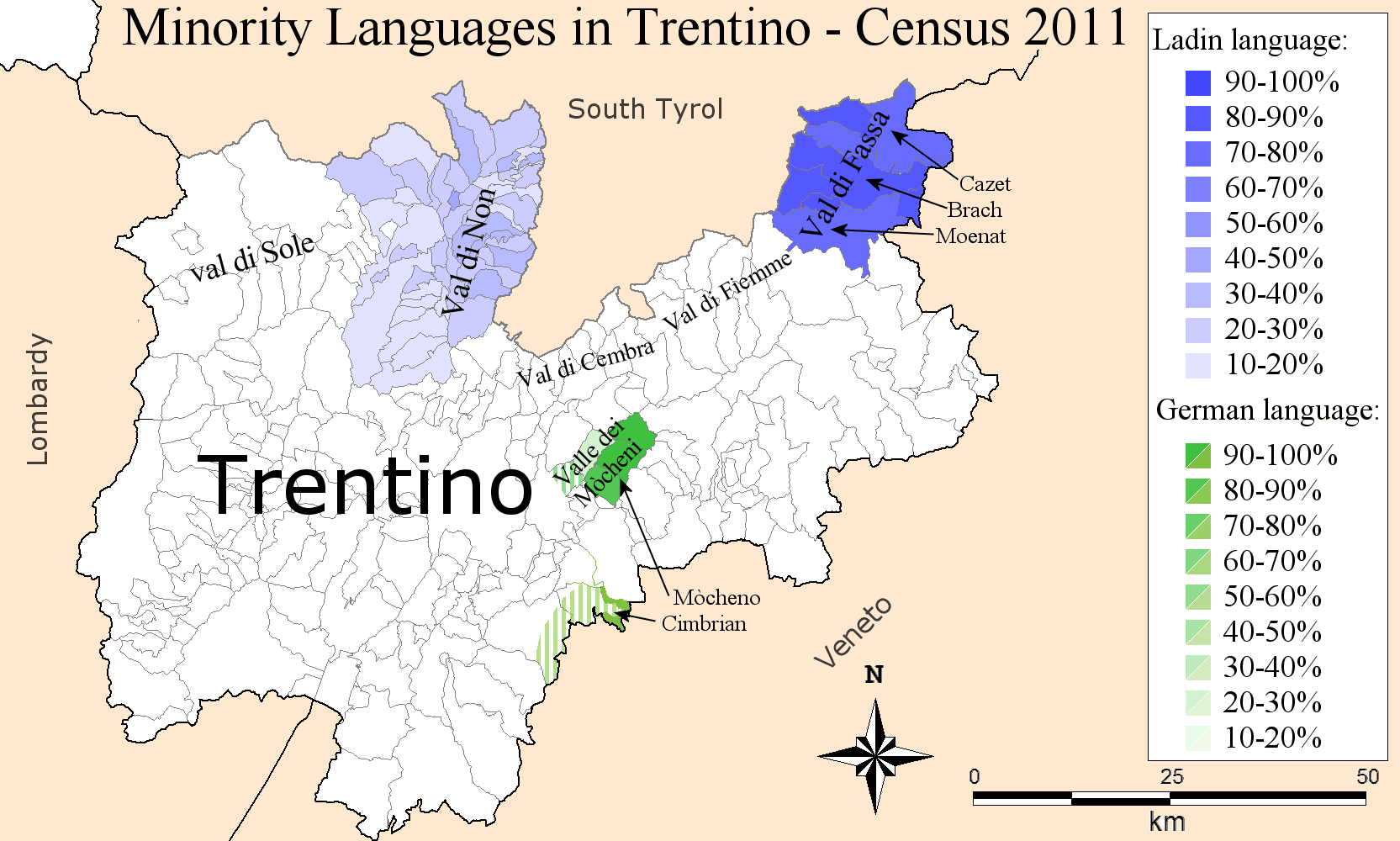
トレント自治県の少数言語の分布（2011年国勢調査）。コムーネの人口に占める比率で濃淡が付けられている。
ラディン語
ドイツ語系言語（モケーニ語・チンブロ語を含む）

州で用いられる2大言語はイタリア語とドイツ語である。この他に少数言語としてラディン語やモケーニ語、チンブロ語が話されている。モケーニ語とチンブロ語はドイツ語系（バイエルン語）の方言である。
2006年の国立統計研究所（ISTAT）の統計によれば、6歳以上の住民の家庭内での会話における言語状況は以下の通り。イタリア語（Italiano）、地方言語 (Dialetto)、他の言語 (Altra lingua) についてのデータで、左列が全国平均、右列がトレンティーノ＝アルト・アディジェ州の数値である。
| 家庭内の会話における使用言語           | 全国  | 州    |
| -------------------------------------- | ----- | ----- |
| イタリア語のみ、あるいは主にイタリア語 | 45.5% | 27.8% |
| 地方言語のみ、あるいは主に地方言語     | 16.0% | 20.4% |
| イタリア語と地方言語の双方             | 32.5% | 15.1% |
| 他の言語                               | 5.1%  | 34.6% |

州全体でもイタリア語を使用しない住民（ドイツ語やラディン語などの話者）が約1/3を占める。ボルツァーノ自治県では住民の約2/3がイタリア語を用いない（ボルツァーノ自治県#言語・民族参照）。
イタリア語
トレント自治県ではイタリア語話者が多数派を占めるが、ボルツァーノ自治県では少数派である。ボルツァーノ自治県でイタリア語話者が多数を占める自治体は、イタリア国内の他地域からの移住者が多い県都ボルツァーノなどに限られる。このほかメラーノやブレッサノーネなどの都市部でもイタリア語話者の比率が高い。
ドイツ語
ボルツァーノ自治県で多数派を占める言語となっており、イタリア語とともに県の公用語となっている。
ラディン語
レト・ロマンス語群の言語で、トレンティーノ＝アルト・アディジェ州からベッルーノ県（ヴェネト州）にかけての山間部に話者がいる。州内ではトレント自治県のヴァル・ディ・ファッサや、ボルツァーノ自治県のヴァル・バディアおよびにラディン語話者が多数を占めるコミュニティがある。これらの地域では、コムーネの公用語としての地位を得ている。トレント自治県北部のヴァル・ディ・ノンにも小規模なコミュニティ（人口比3.5%）があるが、公用語としての位置づけはされていない。
モケーニ語
上部ドイツ語に属するバイエルン語の方言とされる。トレント自治県中部のヴァッレ・デイ・モケーニにモケーニ語話者のコミュニティがあり、3つのコムーネ（パルー・デル・フェルシーナ、フィエロッツォ、フラッシロンゴ）では住民のほとんどを占める。
チンブロ語
モケーニ語同様、バイエルン語の方言とされる言語で、北東イタリアにいくつかの言語島を作っている（トレント自治県に隣接するヴィチェンツァ県のセッテ・コムーニが著名である）。州内では、トレント自治県南部のルゼルナにチンブロ語話者のコミュニティがある。

### 世界遺産
- ドロミーティ（一部）
- アルプス山脈周辺の先史時代の杭上住居群（一部）
  - モリーナ・ディ・レードロ（トレント県レードロ）、 フィアヴェ・ラーゴ・カレーラ（トレント県フィアヴェ）

## スポーツ

### サッカー
州内に本拠を置くプロサッカークラブとしては以下がある。所属リーグは2025-26シーズン現在。
- FCズュートティロール （ボルツァーノ自治県ボルツァーノ） - セリエB

4部リーグ（アマチュア最上位リーグ）のセリエDでは、フリウリ＝ヴェネツィア・ジュリア州、ヴェネト州のクラブとともにジローネCに属する。トレンティーノ＝アルト・アディジェ州の地方リーグ（5部リーグ）として、エッチェッレンツァ・トレンティーノ＝アルト・アディジェ (it:Eccellenza Trentino-Alto Adige) がある。

## 交通

主要交通図

### 鉄道
- ブレンナー線
〔インスブルック〕 - フォルテッツァ - ブレッサノーネ - ボルツァーノ - トレント - 〔ヴェローナ〕

- ヴァル・プステリア線 (it:Ferrovia della Val Pusteria) 
フォルテッツァ - ブルーニコ - サン・カンディド

- サン・カンディド＝マリボル線 (it:Ferrovia San Candido-Maribor) （オーストリア国鉄ドラウ谷線）
サン・カンディド - 〔リエンツ - クラーゲンフルト - マリボル〕

### 道路
欧州自動車道路
- E45号線 :A22を指定
〔… - インスブルック〕- ブレンネロ - ブレッサノーネ - ボルツァーノ - トレント - 〔ヴェローナ - …〕

高速道路
- アウトストラーダ A22
ブレンネロ - ブレッサノーネ - ボルツァーノ - トレント - 〔ヴェローナ - モデナ〕

主要な国道
- SS12 (it:Strada statale 12 dell'Abetone e del Brennero) 
ブレンネロ - ブレッサノーネ - ボルツァーノ - トレント - 〔ヴェローナ - モデナ - ピサ〕
- SS38 (it:Strada statale 38 dello Stelvio) 
〔ボルミオ〕 - ステルヴィオ峠 - ステルヴィオ - ズルデルノ - メラーノ - ボルツァーノ
- SS40 (it:Strada statale 40 di Resia) 
レッシェン峠（オーストリア国境） - ズルデルノ
- SS41 (it:Strada statale 41 di Val Monastero) 
スイス国境 - ズルデルノ
- SS42 (it:Strada statale 42 del Tonale e della Mendola) 
〔トレヴィーリオ〕 - クレス - メンドラ峠 (it)  - ボルツァーノ
- SS49 (it:Strada statale 49 della Pusteria) 
ブレッサノーネ - ブルーニコ - ドッビアーコ - オーストリア国境
- SS51 (it:Strada statale 51 di Alemagna) 
ドッビアーコ - 〔サン・ヴェンデミアーノ〕

### 空港
定期旅客便が発着する空港としては、ボルツァーノ空港がある。

## 人物

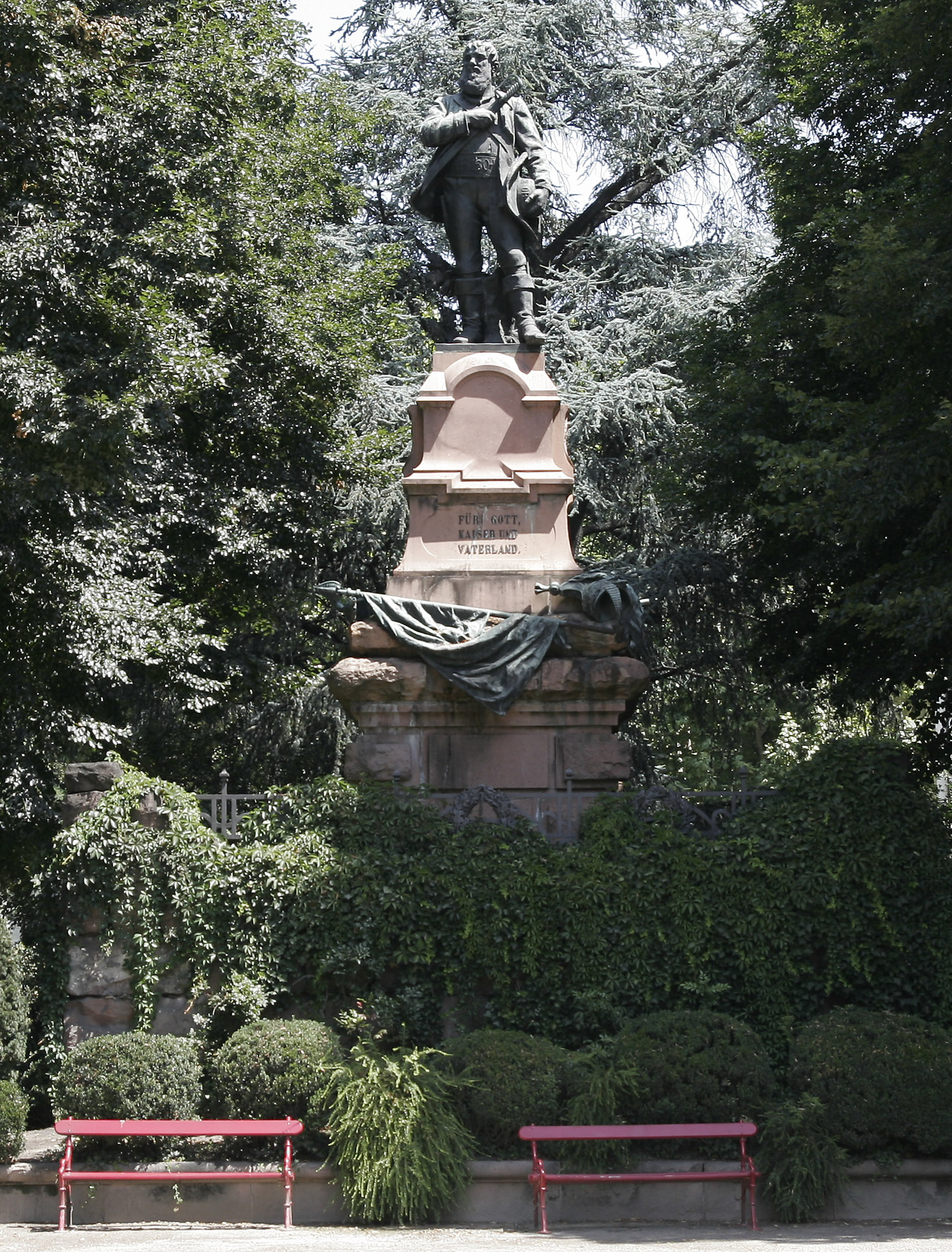
メラーノのアンドレアス・ホーファー像。ティロルの英雄とされる。

### 著名な出身者
- ヴァルター・フォン・デア・フォーゲルヴァイデ - 12-13世紀の詩人。南ティロル出身との説がある。
- オスヴァルト・フォン・ヴォルケンシュタイン（英語版） - 13-14世紀の詩人・作曲家。現在のキエーネス生まれ
- ヤーコプ・フッター - 16世紀初頭の宗教改革指導者、フッター派創始者。現在のサン・ロレンツォ・ディ・セバート生まれ
- アンドレアス・ホーファー（英語版） - ナポレオン戦争期ティロルの農民蜂起指導者。現在のサン・レオナルド・イン・パッシーリア生まれ
- エルネスト・フォン・ケルバー - オーストリア＝ハンガリー帝国首相。現在のトレント生まれ
- アルチーデ・デ・ガスペリ - イタリア共和国首相、「欧州連合の父」の一人。ピエーヴェ・テジーノ生まれ
- ジョルジョ・モローデル - シンセサイザー奏者・作曲家・音楽プロデューサー。オルティゼーイ生まれ
- ラインホルト・メスナー - 登山家・冒険家・作家。ブレッサノーネ生まれ
- セルジオ・アッツォリーニ - ファゴット奏者、指揮者。ボルツァーノ生まれ
- カロリーナ・コストナー - フィギュアスケート選手。オルティゼーイ生まれ